# Польская декларация Соединённым Штатам о восхищении и дружбе

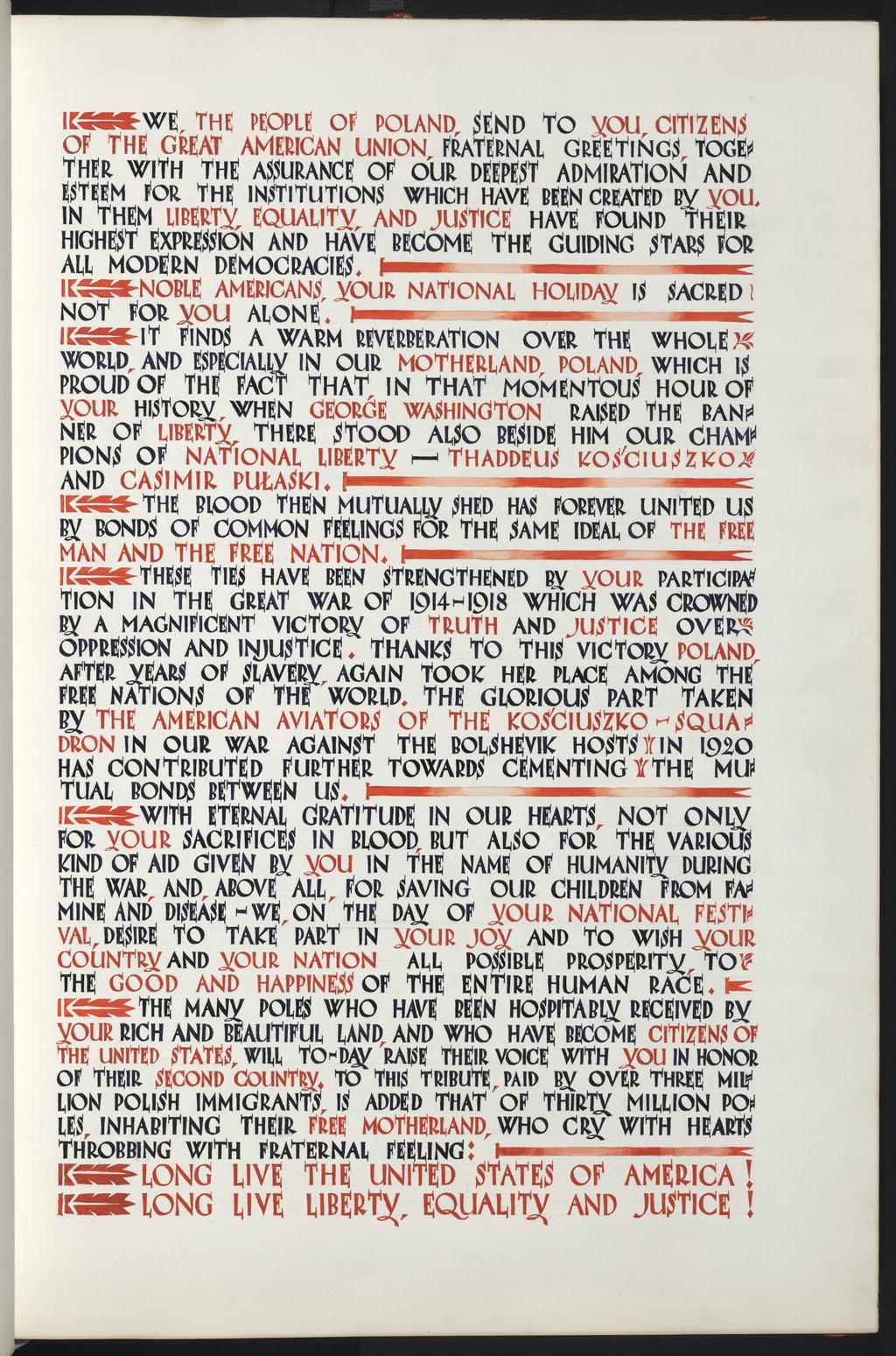

Польская декларация Соединённым Штатам о восхищении и дружбе (англ. Polish Declarations of Admiration and Friendship for the United States) — собрание из 111 томов, подготовленное в Польше в 1926 году и предоставленное Белому дому в связи с празднованием 150-й годовщины Декларации независимости США. Собрание содержит приветственные обращения и подписи представителей всех уровней власти Польши, в том числе руководства страны, общественных и религиозных деятелей, военных, предпринимателей, а также 5,5 миллиона подписей учеников польских школ.
Первые 13 томов этого собрания были отсканированы и доступны на веб-страницах Библиотеки Конгресса. Оставшиеся тома, насчитывающие 28 тысяч страниц, в силу высоких расходов на сканирование ждут своей очереди. Идёт подготовка каталога собрания силами добровольцев.

## Источник
- Декларация на сайте Библиотеки Конгресса США (англ.)
- Сайт о Польской декларации Соединённым Штатам о восхищении и дружбе (пол.)
- Сайт организаторов генеалогического исследования в Польше (пол.)